# Stefan Bernsen
Stefan Bernsen (* 30. September 1967 in Hannover) ist ein ehemaliger deutscher Basketballspieler. Der 2,04 Meter große Innenspieler spielte für Gießen und Hannover in der Basketball-Bundesliga.

## Laufbahn
1990 wechselte Bernsen vom TSV Jahn Siegen zum Bundesligisten MTV 1846 Gießen. Er bestritt 29 Bundesliga-Spiele für die Mittelhessen, 1991 verließ er Gießen wieder. 1993/94 spielte er mit dem TK Hannover in der Bundesliga und stieg mit der Mannschaft ab, in der Sommerpause 1994 wechselte er zum Zweitligisten TuS Herten.
Ab 1998 spielte Bernsen für den Oldenburger TB in der 2. Bundesliga und stieg mit den Norddeutschen 2000 in die Bundesliga auf. Er blieb jedoch in der zweiten Liga und wechselte zur Saison 2000/01 zu den Paderborn Baskets. Später spielte er für ART Düsseldorf sowie nochmals für TK Hannover in der Regionalliga.